# Інтернунцій
Інтерну́нцій (лат. internuntius — посередник, вісник) — глава дипломатичного представництва Ватикану, який акредитувався при главах держав. За старшинством належав до другого класу дипломатичних представників, що відповідає класу посланника.
Інтернунцій очолював папське дипломатичне представництво — інтернунціатуру й за своїм дипломатичним класом та ієрархією дипломатичної служби Ватикану слідував після нунція. Оскільки, починаючи з XVII ст. інтернунції були главами представництв 2-го класу, то їх скеровували в держави, які з дипломатичного погляду не відігравали значної ролі, чи в країни некатолицького віросповідання. Їхній статус спричиняв низку протокольних незручностей, оскільки був недостатньо високим. У державах, де дуаєном є папський нунцій, заступником дуаєна є посол, акредитований раніше від інших послів. Дружина цього посла на протокольних заходах ніби компенсує відсутність дружини у дуаєна. Дуаєном дипкорпусу може стати лише нунцій, дипломатичний статус якого прирівняний до рангу Надзвичайного і повноважного посла. На пронунціїв та інтернунціїв це положення не розповсюджувалося.
Згідно з новим Кодексом канонічного права від 1983 року, категорія інтернунцій у дипломатичній службі Ватикану була ліквідована.